# Андраш Адорян
А́ндраш А́дорян (на унгарски: Adorján András), с фамилия по рождение Йо́ха (Jocha), е унгарски шахматист и съдия по шахмат.
Първите партии играе с имената си по рождение Андраш Йоха. През 1968 г. приема моминското фамилно име Андраш на майка си; така имената му съвпадат с имената на известния унгарски флейтист Андраш Адорян (р. 1950).
Става международен майстор през 1970 г. и гросмайстор през 1973 г. Завоюва европейската шампионска титла при юношите през 1970 г. Участва в множество международни турнири. Шахматен литератор.

## Турнирни победи
- 1972 – Варна
- 1973 – Лухачовице
- 1978 – Осиек
- 1982 – Будапеща
- 1987 – Ню Йорк